# 喬·路德維格
約瑟夫·威廉·路德維格（英語：Joseph William Ludwig；1959年7月21日—）是一位澳大利亚政治人物，他的黨籍是澳洲工黨。自1999年開始，他是代表昆士蘭州的議員之一。他也曾經擔任澳洲農漁林業部長。2015年，他宣布不會在下次選舉中尋求連任。